# سرانجام (فیلم)
سر اَنجام (به هندی: अंजाम (نتیجه) نام یک فیلم درام مهیج بالیوود به کارگردانی راهول راول و بازی مدوری دیکشیت و شاهرخ خان است. این فیلم در مورد نتیجه (انجام) کوچک‌ترین اشتباهات است و اینکه چگونه می‌تواند تمام زندگی را نابود کند. این فیلم همچنان با محوریت ظلمی است که درحق زنان وجود دارد. این نخستین فیلمی است که شاهرخ خان و دیکشیت در کنار هم قرارگرفتند و اجرای هردو توسط منتقدان تحسین شد. مدوری دیکشیت نامزد بهترین بازیگر نقش اول زن و شاهرخ خان برنده جایزه بهترین اجرا در نقش منفی از جوایز فیلم فیر شدند. او قبلاً هم یک نامزدی برای این جایزه برای فیلم ترس (فیلم ۱۹۹۳) دریافت کرده بود.

## داستان
ویجی آگنیهوتری (شاهرخ خان) پسر جوانی از خانواده‌ای پولدار است که از بیماری روانی شدیدی رنج می‌برد. او شیوانی(مدوری دیکشیت) را در هواپیما ملاقات می‌کند. جایی که او مهماندار هواپیما است. او عاشق شیوانی می‌شود اما می‌داند که شیوانی به او علاقه‌ای ندارد. ی به هر حال او نزد مادرش می‌رود و به او می‌گوید که باید با شیوانی ازدواج کند. اما آنها می‌فهمند که شیوانی با مردی به نام آشوک ازدواج کرده و آن دو به آمریکا می‌روند و دل ویجی می‌شکند.
چهارسال بعد، ویجی همچنان نمی‌تواند شیوانی را فراموش کند. او مقابل شیوانی و آشوک می‌آید که حالا یک دختر به نام پینکی دارند. ویجی خودش را به آشوک نزدیک می‌کند تا به این بهانه به شیوانی دسترسی داشته باشد. آشوک حاضر نیست قبول کند که ویجی قصد بدی دارد و حتی وقتی شیوانی هم به او می‌گوید که ویجی خطرناک است، او قبول نمی‌کند. در نهایت آنها یک روز دعوای شدیدی می‌کنند و آشوک، شیوانی را از خانه بیرون می‌کند. ویجی که این صحنه را دیده، آشوک را شدیداً مضروب کرده و او را به حال خود بیهوش رها می‌کند. هنگامیکه، آشوک در بیمارستان است، ویجی ماسک اکسیژن او را برداشته و در نتیجه آشوک می‌میرد.
شیوانی به پلیس می‌گوید که ویجی مسئول مرگ آشوک است. اما ویجی به پلیس رشوه می‌دهد و بدون اتهام آزاد می‌شود. سپس به خانه شیوانی می‌رود و به او التماس می‌کند که بگوید دوستش دارد. وقتی شیوانی امتناع می‌کند، ویجی شیوانی را متهم به تلاش برای قتل خودش می‌کند و شیوانی به سه سال زندان محکوم می‌شود و…

## بازیگران
- مدوری دیکشیت در نقش شیوانی چوپرا
- شاهرخ خان در نقش ویجی آگنیهوتری
- دیپاک تیجوری در نقش آشوک چوپرا
- جانی لور در نقش چمپاچملی
- هیمانی شیوپوری در نقش نیشا
- سودها چاندران در نقش خواهر شیوانی

## لیست آهنگ‌ها
| # | عنوان                  | خواننده(ها)                | مدت   |
| - | ---------------------- | -------------------------- | ----- |
| ۱ | "بدی مشکل هه"          | ابیجیت باتاچاریا           | ۰۵:۳۰ |
| ۲ | "چانه که کت مه"        | پورنیما                    | ۰۵:۵۰ |
| ۳ | "تو سامنه جب آتاهه"    | اودیت نارایان، آلکا یاگنیک | ۰۵:۵۵ |
| ۴ | "برسون که باد"         | آلکا یاگنیک                | ۰۴:۱۳ |
| ۵ | "سون مری بانو"         | آلکا یاگنیک                | ۰۵:۵۶ |
| ۶ | "کلاهپور سه آیه جومکه" | سادانا سرگم                | ۰۵:۰۴ |
| ۷ | "پرتی گت که جلوه"      | ساپنا آواستی               | ۰۱:۴۹ |